# Fereastra deschisă (pictură de Matisse)
Fereastra deschisă, cunoscută și sub numele de Fereastra deschisă, Collioure, (în franceză Fenêtre ouverte, Collioure) este o pictură realizată de Henri Matisse. Lucrarea, în ulei pe pânză, a fost pictată în 1905 și expusă la Salon d'Automne din Paris în același an. A fost lăsată moștenire în 1998 de către doamnei John Hay Whitney National Gallery of Art, Washington, D.C., Washington, D.C..
Este un exemplu al stilului fauvist de pictură pentru care Matisse a devenit celebru și pentru care a fost un lider, aproximativ între anii 1900-1909. Fereastra deschisă înfățișează priveliștea de la fereastra apartamentului său din Collioure, pe coasta de sud a Franței. Se pot vedea bărci cu pânze pe apă, așa cum sunt văzute de la fereastra hotelului lui Matisse, cu vedere spre port. A revenit frecvent la tema ferestrei deschise la Paris și mai ales în anii petrecuți la Nisa și Étretat, iar în ultimii săi ani, în special la sfârșitul anilor 1940.
Lui Henri Matisse îi plăcea să picteze ferestre deschise și le-a pictat de-a lungul întregii sale cariere.